# Holzweißig
Holzweißig ist ein Ortsteil der Stadt Bitterfeld-Wolfen im Landkreis Anhalt-Bitterfeld im Südosten des Landes Sachsen-Anhalt.

## Geografie

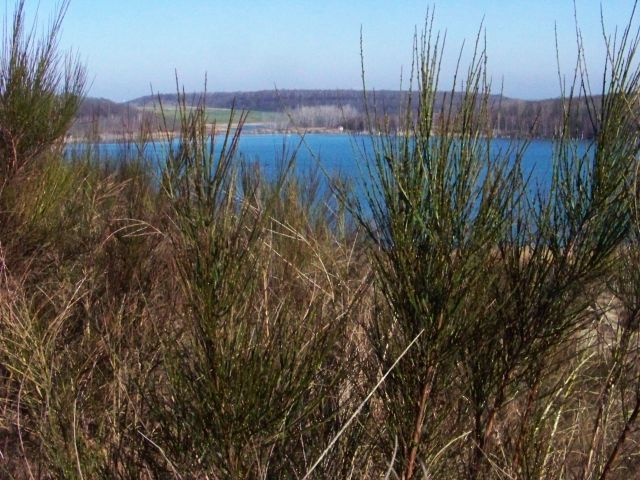
Der Holzweißiger Ost-See

Holzweißig liegt zwischen Leipzig und Dessau-Roßlau am Rande des Bitterfelder Bergbaureviers, welches vor einigen Jahren geflutet wurde. Östlich des Ortsteils erstreckt sich ein Seen- und Waldgebiet als Bergbaufolgelandschaft, die sich von der Mulde bis Delitzsch erstreckt. Der Große Goitzschesee ist der größte See, die nächstgelegenen Seen sind jedoch der Holzweißiger Ost-See, der Auensee und der Ludwigsee (mit Badestelle).

## Geschichte
Die Wehrkirche wurde um 1150 als einschiffige romanische Kapelle aus Feldsteinen erbaut, im 17. Jahrhundert wurde der Chor und der Turm angebaut.
Am 22. Mai 1323 wurde Holzweißig erstmals urkundlich erwähnt. Über den Ursprung und die Bedeutung des Namens Holzweißig liegt folgende Erklärung in der Chronik vor: „Weysigk“ bzw. „Holtzweysig“ stammt von den slawischen Wörtern „vysok“ oder „Bysoka“, welche „die Hohe“ bedeuten, sowie vom Wort „visi“ ab, welches „Dorf“ bedeutet.

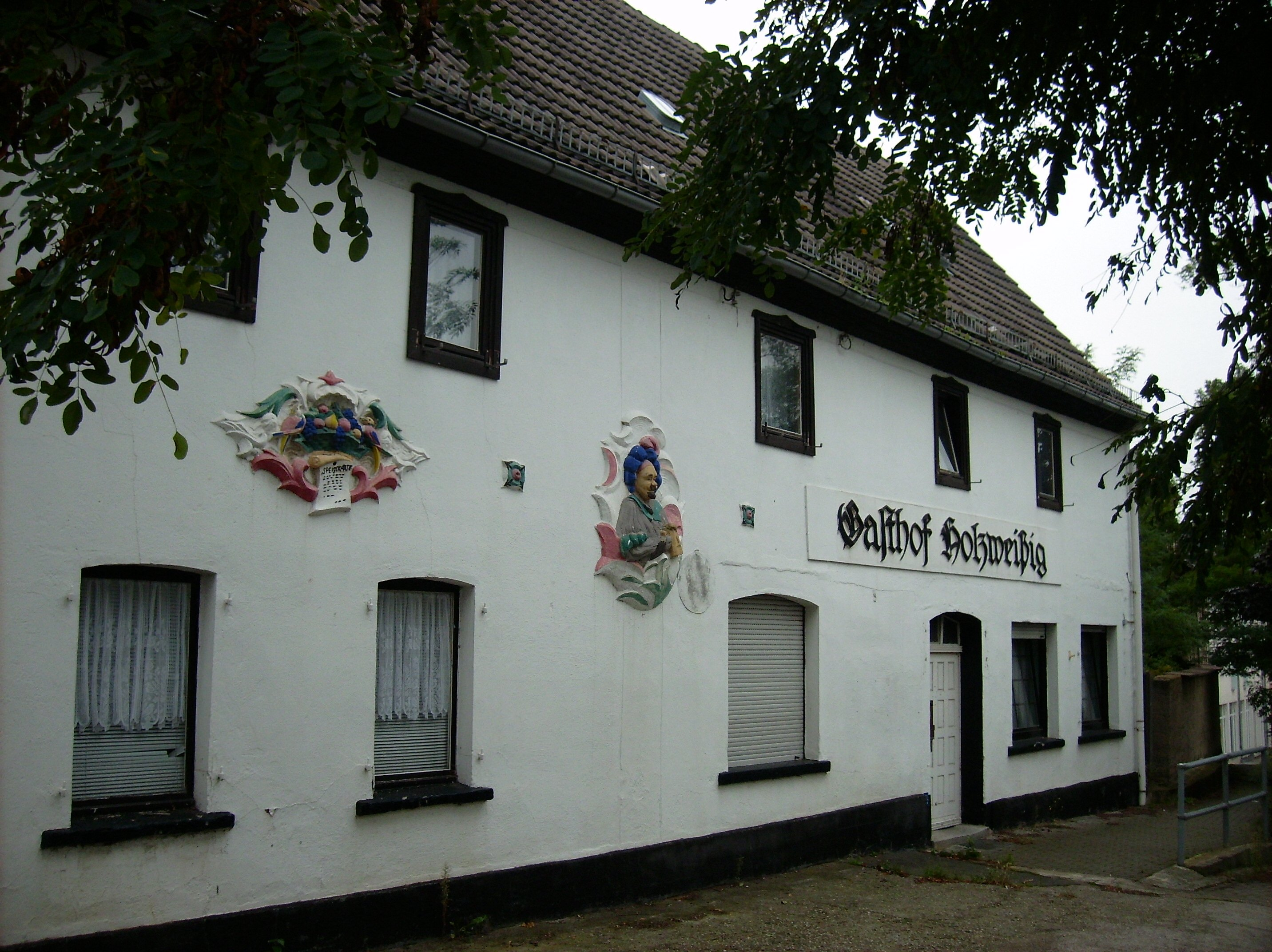
Gasthof

Der im 16. Jahrhundert errichtete Gasthof diente seit dem Ende des 17. Jahrhunderts auch als Poststation auf der Strecke Dessau-Leipzig. 1656 wurde das albertinische Sachsen unter den 4 Söhnen von Johann I. aufgeteilt. Infolgedessen wurde Holzweißig im Amt Bitterfeld in das Herzogtum Sachsen-Merseburg eingegliedert. 1738 fiel das gesamte Gebiet an Kursachsen zurück, da das Haus Merseburg ausstarb. Durch die Beschlüsse des Wiener Kongresses kam der Ort zu Preußen und wurde 1816 dem Kreis Bitterfeld im Regierungsbezirk Merseburg der Provinz Sachsen zugeteilt, zu dem er bis 1944 gehörte.
In Holzweißig waren vorrangig Bauern und vereinzelt Händler und Krämer angesiedelt.
Schon bald nach den ersten Braunkohlefunden in diesem Gebiet, ca. 1804, wurde der Ackerboden als Kohlefeld bzw. Bauspekulationsobjekt genutzt. Die angebrochene Braunkohlenkonjunktur hatte zur Folge, dass in den Jahren 1845–1850 sechs neue Gruben aufgeschlossen wurden. Beispiele hierfür sind die Grube Leopold und die Deutsche Grube (später Teil des Tagebaus Goitzsche). In einem zehnjährigen Existenzkampf eroberte die Bitterfelder Kohle den heimischen Markt. So hat sich Holzweißig sowie das gesamte engere Gebiet durch die Braunkohleförderung von Grund auf gewandelt, da die Wälder und Felder dem Bergbau zum Opfer fielen.
Die weitere Wirtschaftsstruktur der Gemeinde wurde zum größten Teil durch die Chemieindustrie in Bitterfeld und Wolfen beeinflusst.
1950 wurde die Chausseestraße in Straße des Friedens umbenannt.
Seit dem 1. Juli 2007 gehört Holzweißig auf der Basis eines freiwilligen Zusammenschlusses zur Stadt Bitterfeld-Wolfen.

## Einwohnerentwicklung
| Jahr | Einwohner |
| ---- | --------- |
| 1970 | 6424      |
| 2005 | 3225      |
| 2008 | 3059      |

## Politik

### Bürgermeister
Die ehrenamtliche Bürgermeisterin Brunhilde Geyer wurde erstmals am 6. Mai 2001 gewählt. Am 17. Juni 2008 wurde die bisherige Ortsbürgermeisterin vom Ortschaftsrat wiedergewählt.
Seit 2014 ist Herr Prässler ehrenamtlicher Ortsbürgermeister.

### Ortschaftsrat
Der Ortschaftsrat des Ortsteils Holzweißig hat 9 Sitze. Bei der letzten Wahl zum Ortschaftsrat am 26. Mai 2019 ergab sich bei einer Wahlbeteiligung von 51,93 % folgende Sitzverteilung:
| CDU                                 | 1 Sitz  |
| SPD                                 | 1 Sitz  |
| Freie Wählergemeinschaft Holzweißig | 7 Sitze |

### Wappen
Das Wappen wurde am 23. November 1937 durch den Oberpräsidenten der Provinz Sachsen verliehen.
Blasonierung: „In Silber auf grünem Dreiberg eine grüne Palme zwischen zwei zugewendeten natürlichen rotbewehrten Vögeln (Kronentauben).“
Die Palme zwischen zwei taubenähnlichen Vögeln steht im Siegel der Gemeinde aus dem 18. Jahrhundert. Die Farben zeigt ein Glasgemälde im Rathaus der Gemeinde.
Das Wappen wurde von dem Magdeburger Staatsarchivrat Otto Korn entworfen und vom Heraldiker Jörg Mantzsch 2001 bearbeitet ins Genehmigungsverfahren geführt.

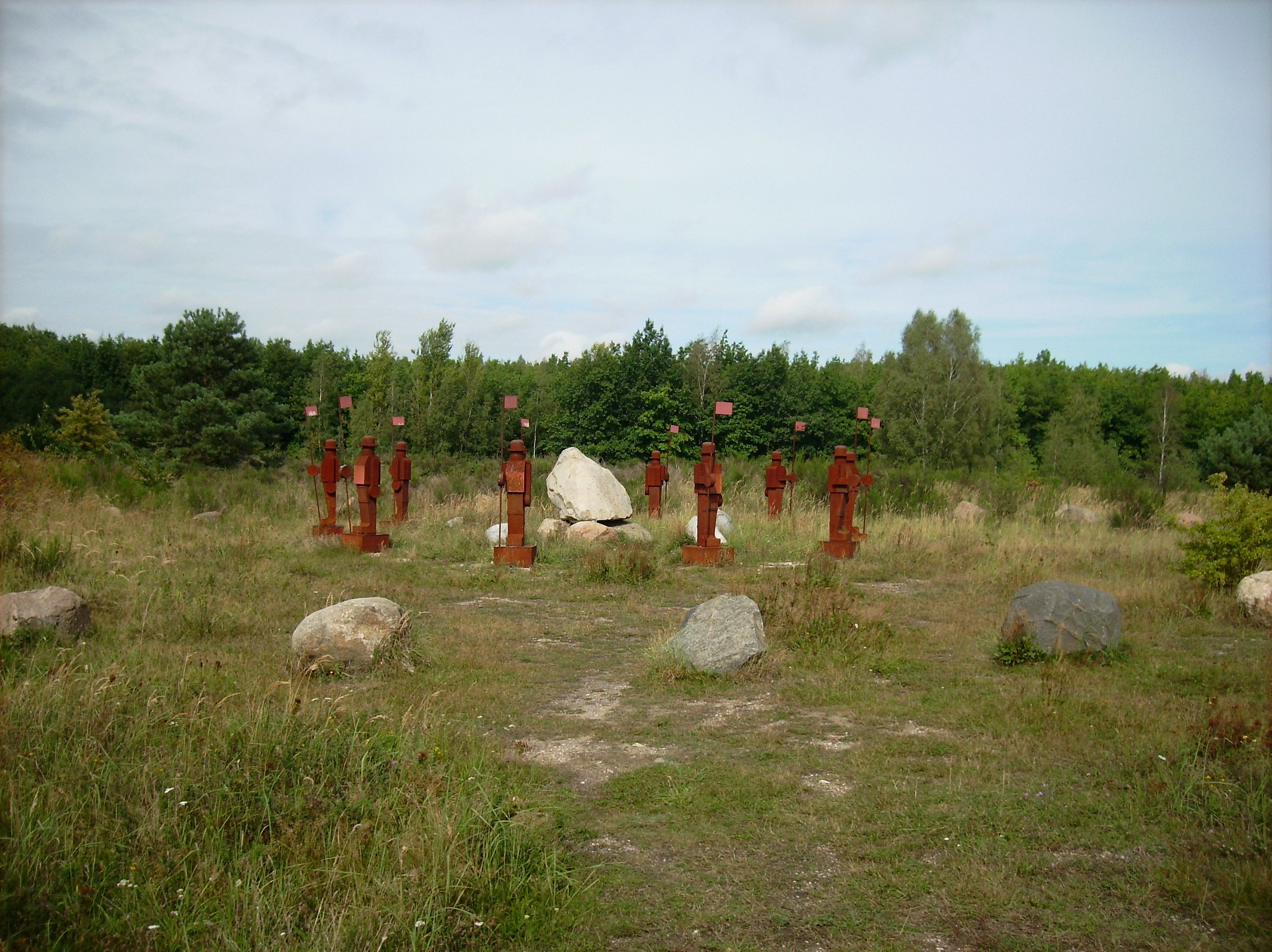
Goitzschewächter

## Sehenswürdigkeiten
- Romanische Wehrkirche (um 1150) mit einer Jehmlich-Orgel aus dem Jahr 1953
- Katholische St.-Joseph-Kirche aus den Jahren 1926/27
- Gasthof aus dem 16. Jahrhundert
- Dükertürme aus dem Jahr 1909
- Rathaus, Informationsbüro des BUND
- Feuerwehrhaus aus dem Jahr 1935
- Bitterfelder Bogen, eine Skulptur des Frankfurter Bildhauers Claus Bury
- Seenlandschaft mit dem Holzweißiger Ostsee, dem Auensee, dem Ludwigsee und den Wächtern der Goitzsche

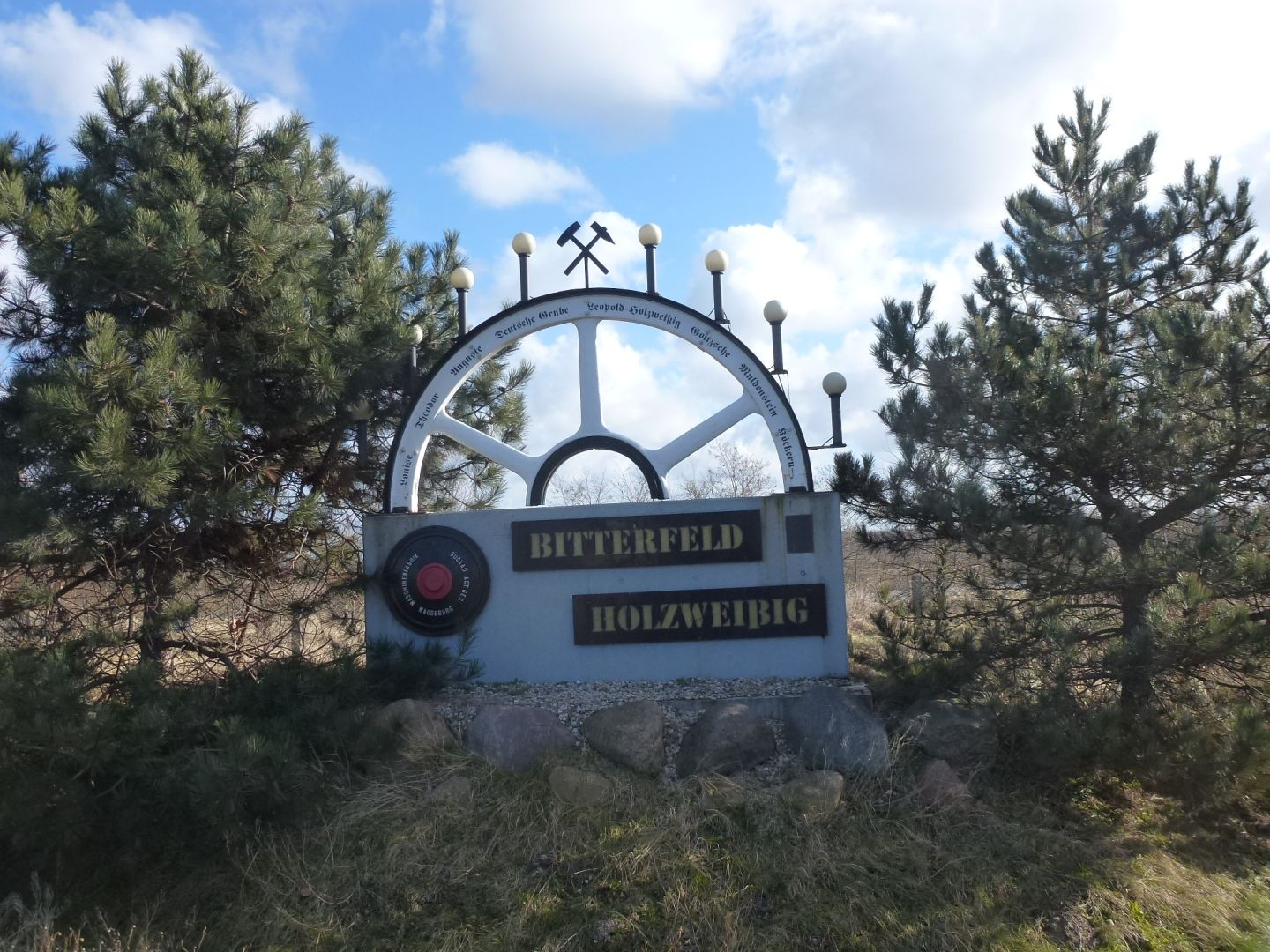
Bergbaudenkmal

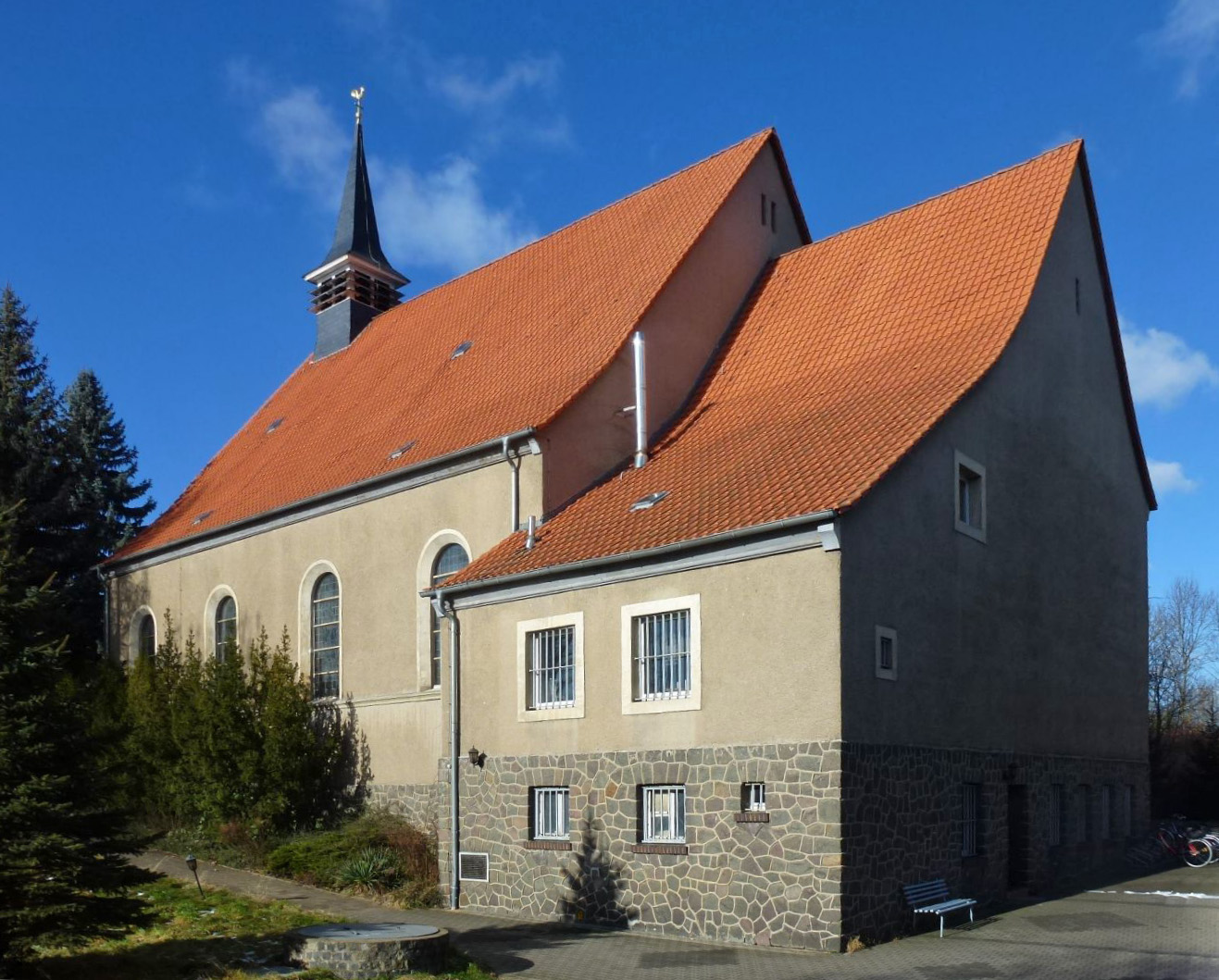
Katholische Kirche
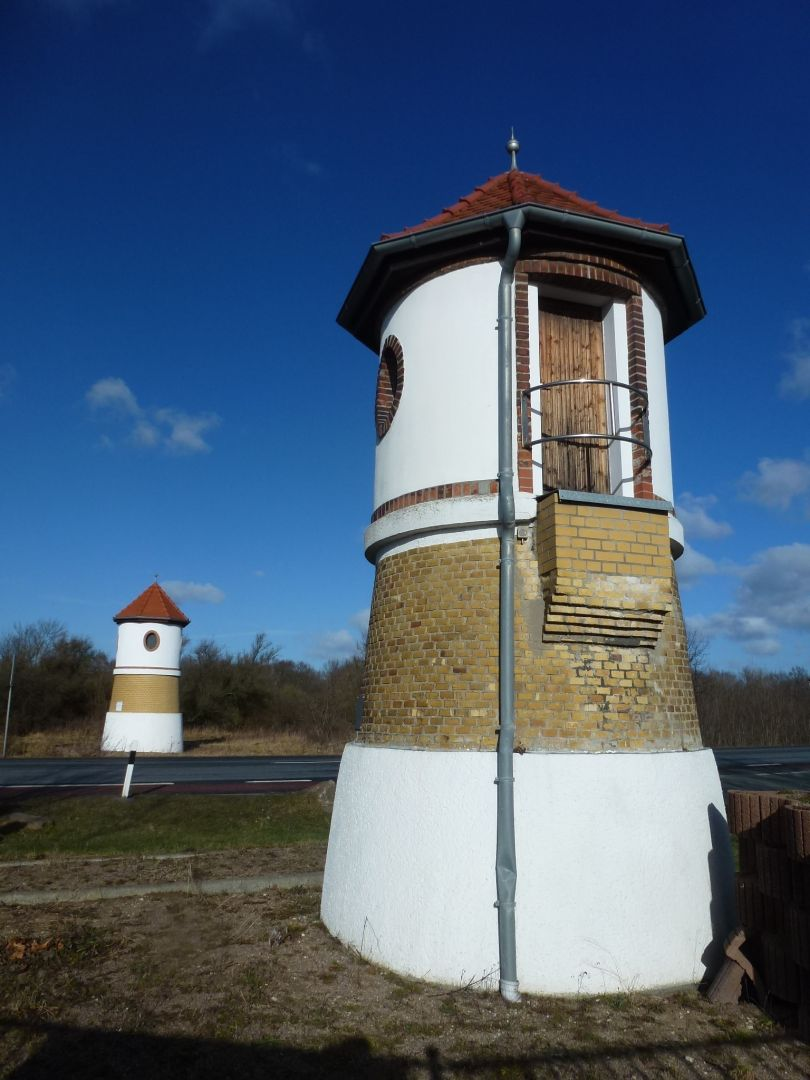
Dükertürme
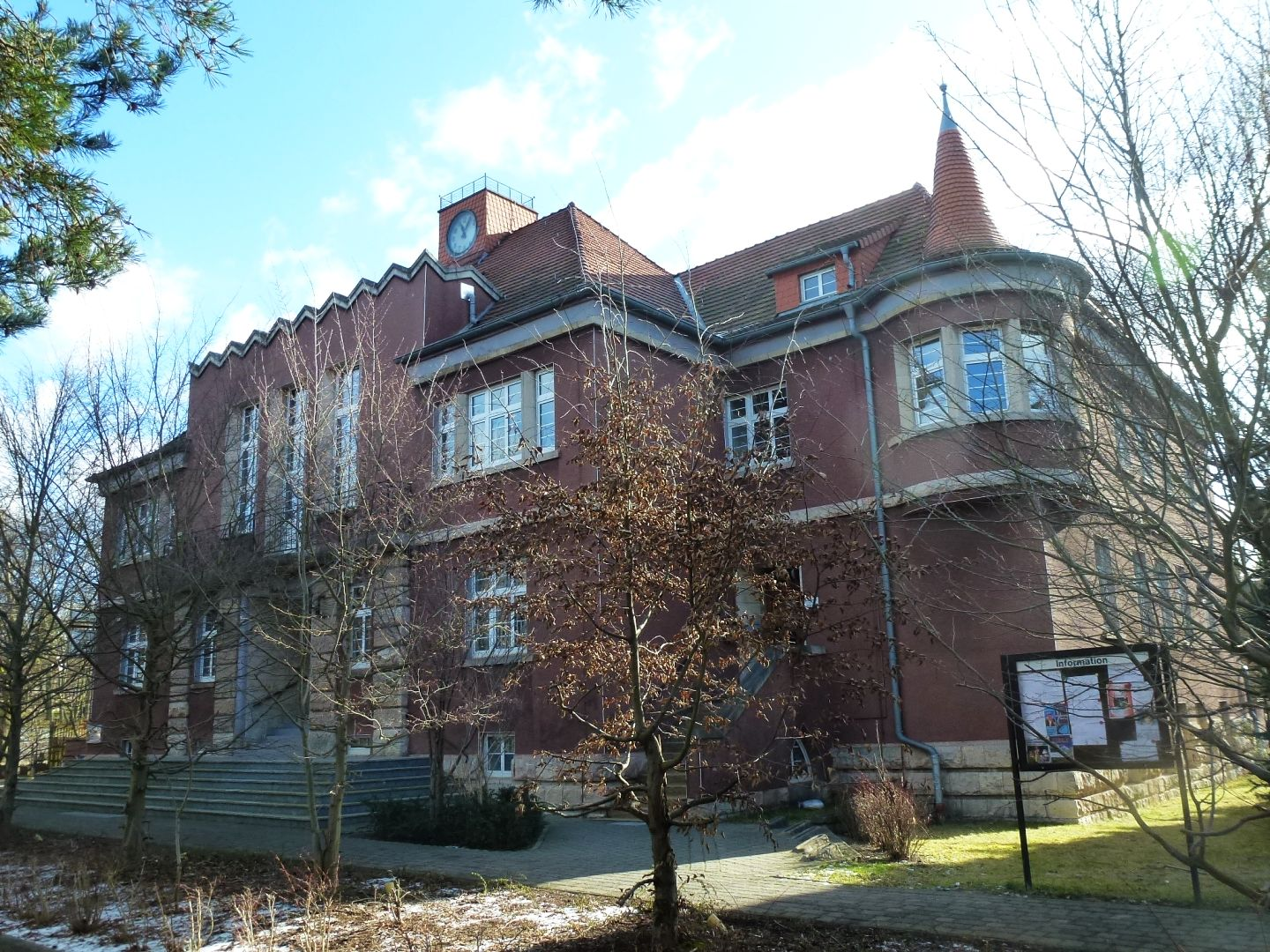
Rathaus
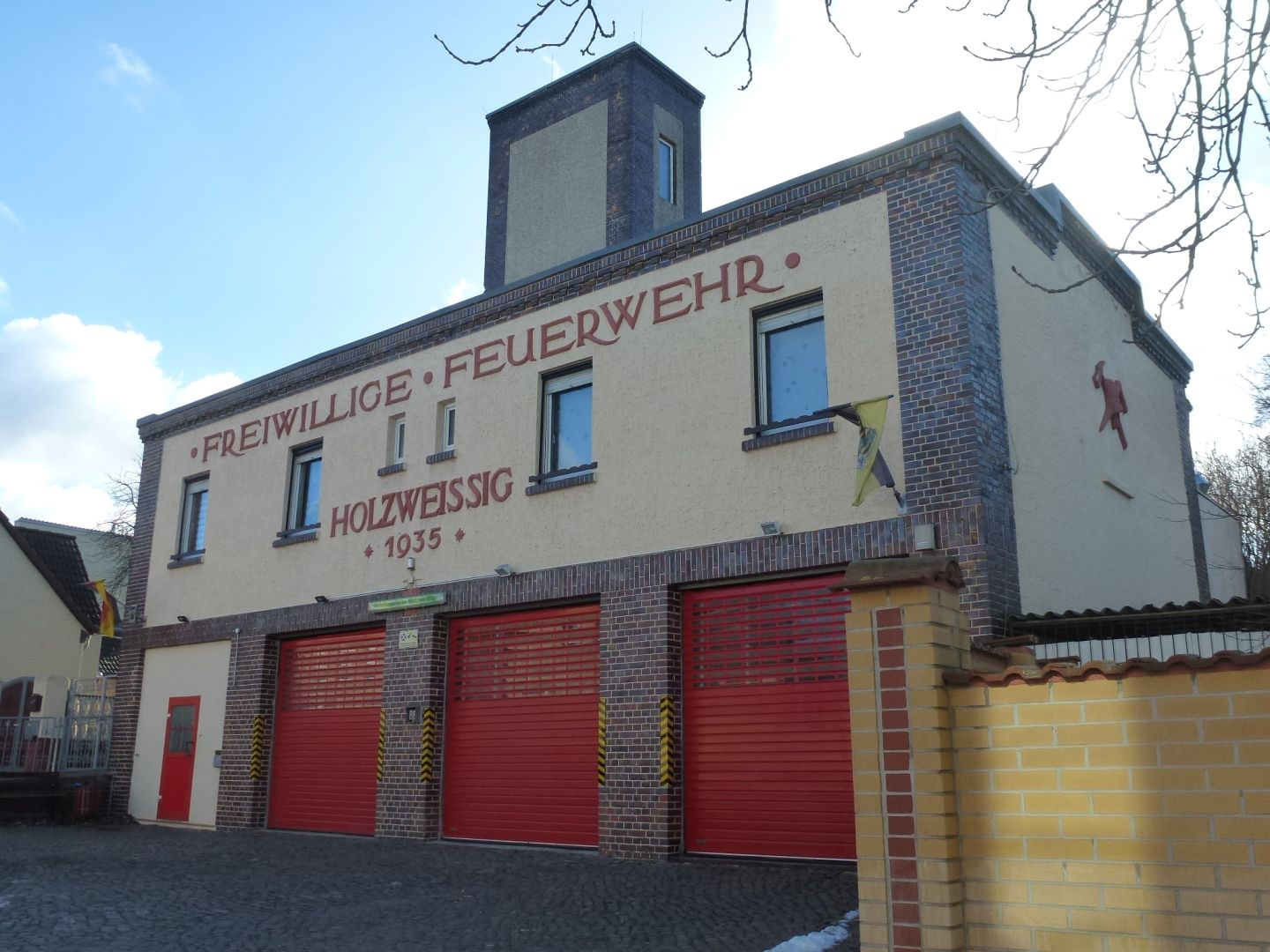
Feuerwehrhaus
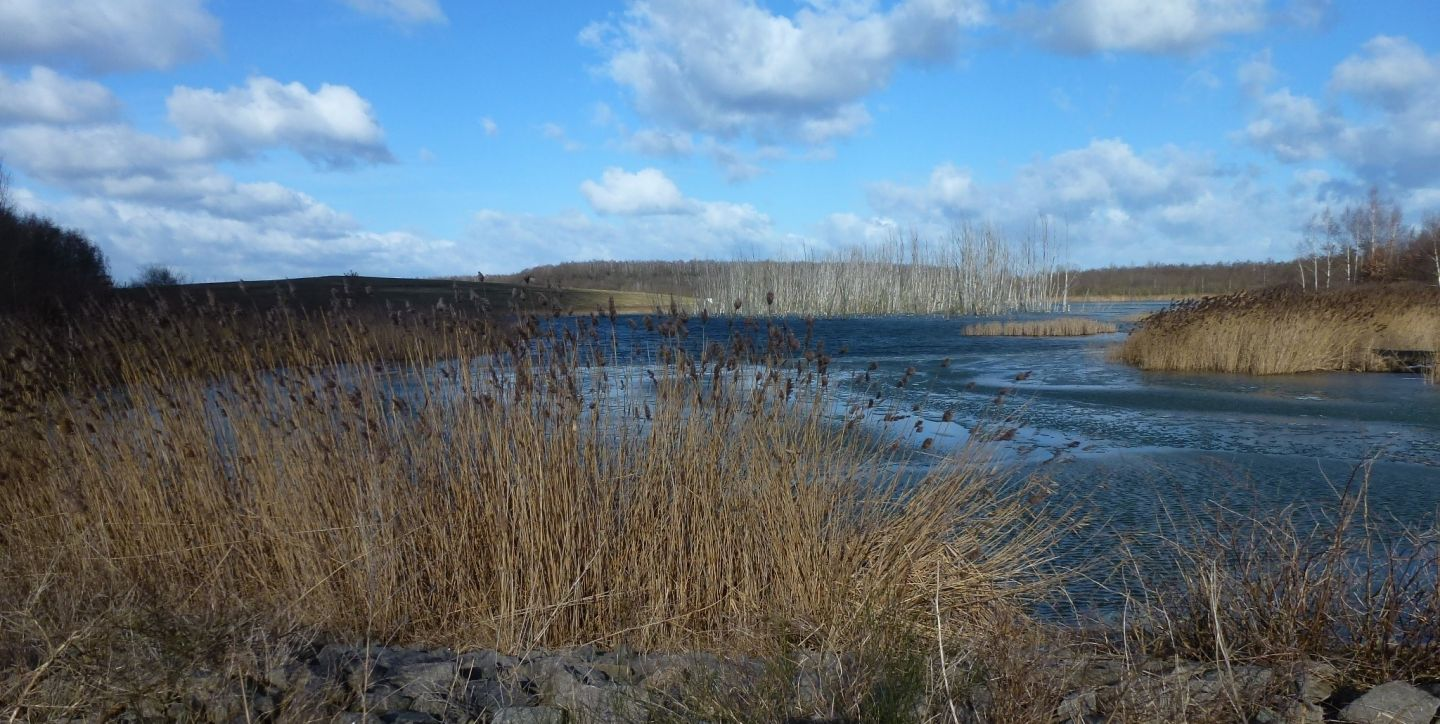
Auensee

### Gedenkstätten
- Denkmal zur Erinnerung an die Bergbaugeschichte
- Gedenkstein vor der Sekundarschule in der Schulstraße für den kommunistischen Schriftsteller und Widerstandskämpfer Willy Sachse, der 1944 in Brandenburg-Görden ermordet wurde.

## Wirtschaft und Infrastruktur

### Verkehr
In unmittelbarer Nähe der Gemeinde verlaufen die Bundesstraßen 100 und 184.

## Persönlichkeiten
- Inge Heyne (* 1929), FDJ-Funktionärin, Gewerkschafterin und Landtagsabgeordnete in Sachsen-Anhalt
- Kurt Petermann (1930–1984), Musikwissenschaftler, Tanzwissenschaftler und Regisseur
- Joachim Albrecht (1933–2015), Generalmajor und Chef einer Verwaltung im Ministerium für Nationale Verteidigung (MfNV) der DDR